# 리처드 용재 오닐
리처드 용재 오닐(Richard Yongjae O'Neill)은 비올리스트이다.

## 생애
1978년 12월 31일, 미국 워싱턴주 세큄에서 태어났다. 6.25전쟁으로 고아가 되어 미국으로 입양된 한국인 어머니와 아일랜드계 조부모 사이에서 자랐다.
줄리아드 음악원에서 비올리스트로서는 최초로 아티스트 디플로마를 받았다. 서던 캘리포니아에서 학사(마그나 쿰 라우데)를 받고 줄리아드에서 석사 과정을 마쳤다. 폴 뉴바우어와 도날드 맥아인스를 사사하였다. 뉴욕에 거주하면서 예술에 대한 그의 업적과 공로를 인정받아 뉴욕시 의회로부터 명예로운 시민상을 받았으며, 교육자로도 헌신하여 2007년부터 UCLA에서 학생들을 가르치고 있다.
또한 그가 사용하는 악기(비올라)는 마테오 고프릴러가 만든 1727년 베니스 산 ex-Trampler으로 알려져 있다.
2021년 3월 14일 열린 제63회 그래미 어워드에서 '베스트 클래식 기악 독주(Best Classical Instrumental solo)' 부문을 수상했다. 미국의 작곡가 크리스토퍼 테오파니디스의 비올라 협주곡을 녹음한 음반으로 그래미상을 받았다.